# Sękatość

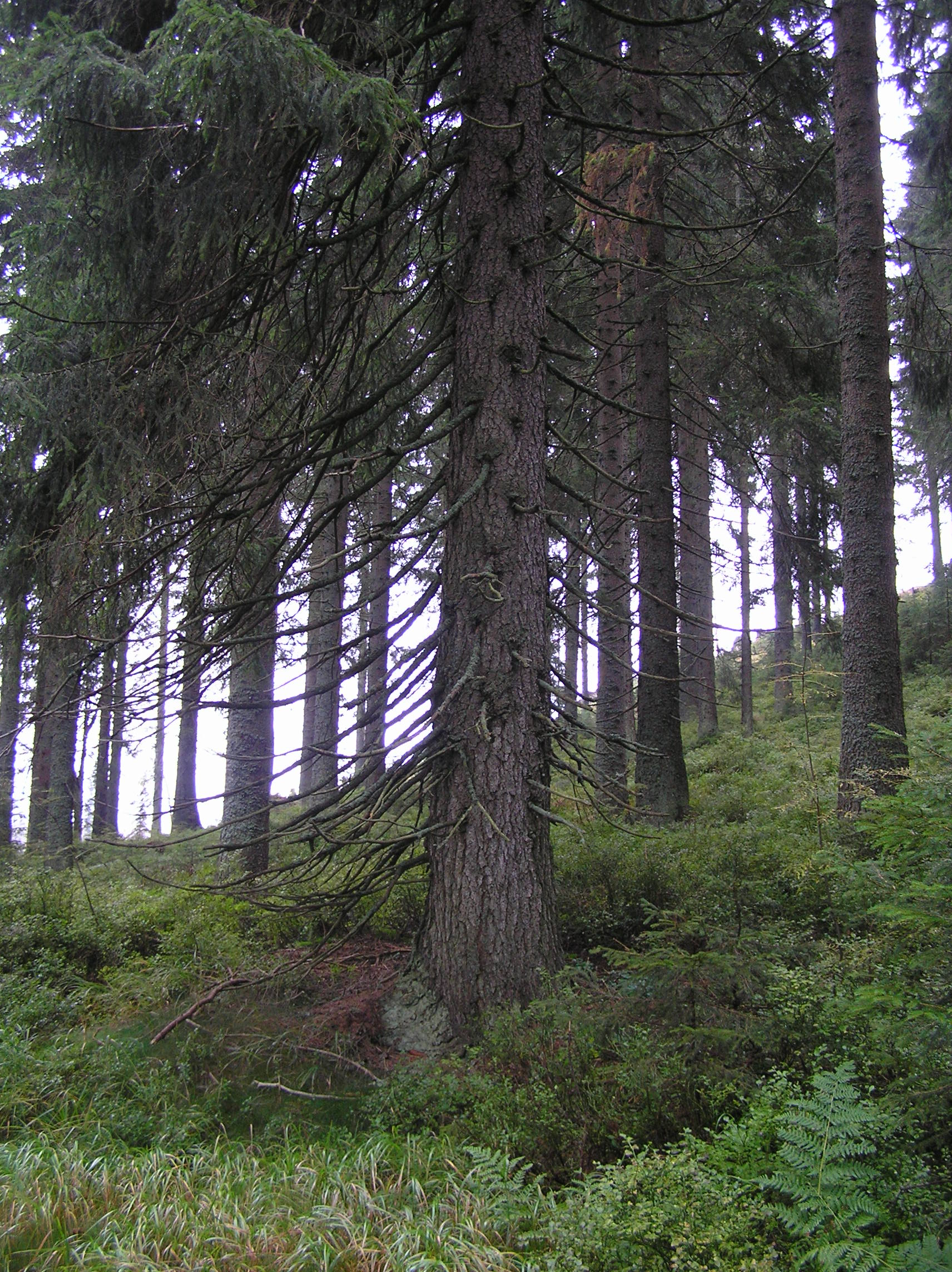
Świerk z wieloma sękami – o dużej sękatości. Szumawa u źródeł Wełtawy

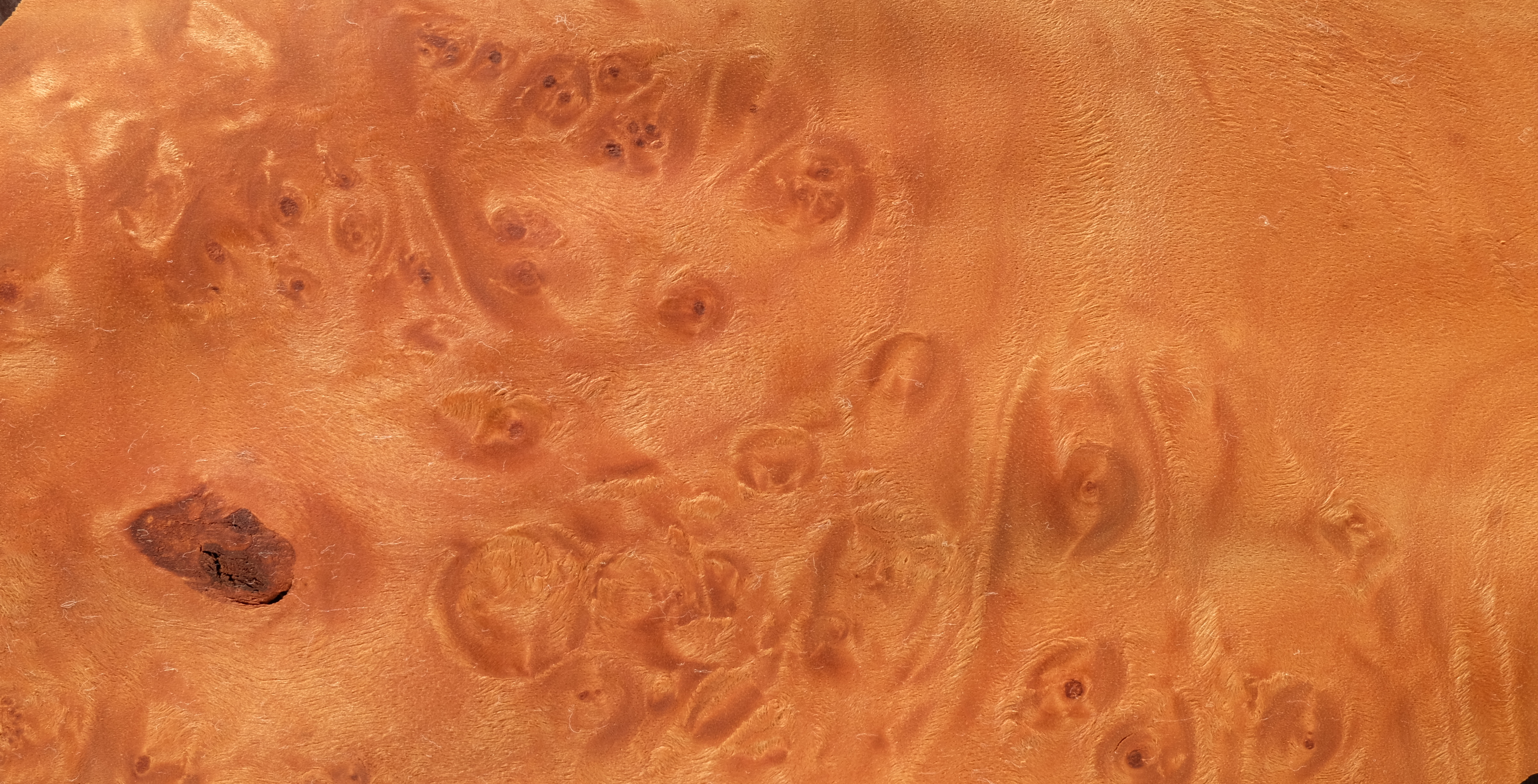
Przekrój przez obrzęk klona zwyczajnego – w miejscu o dużej sękatości.

Sękatość – wskaźnik liczby znajdujących się w jednostce długości, powierzchni lub w okółku sęków liczonych na pobocznicy drewna okrągłego lub na tarcicy. Sękatość podaje się w sztukach: na 1 metr [m], na 1 metr kwadratowy [m²], na okółek lub jego część. Przy pomiarze i ocenie tarcicy mierzy się też powierzchnię widocznych sęków i odnosi do powierzchni bocznej tarcicy.
Im większa liczba sęków na jednostkę, tym większa jest sękatość. Drewno o dużej sękatości nie nadaje się na materiały do budowy konstrukcji – jest drewnem mniej wytrzymałym na bodźce mechaniczne. Jednocześnie duża sękatość jest atrakcyjna dla dekoratorów wnętrz – zarówno w postaci drewna nieprzetworzonego jak i w postaci oklein.

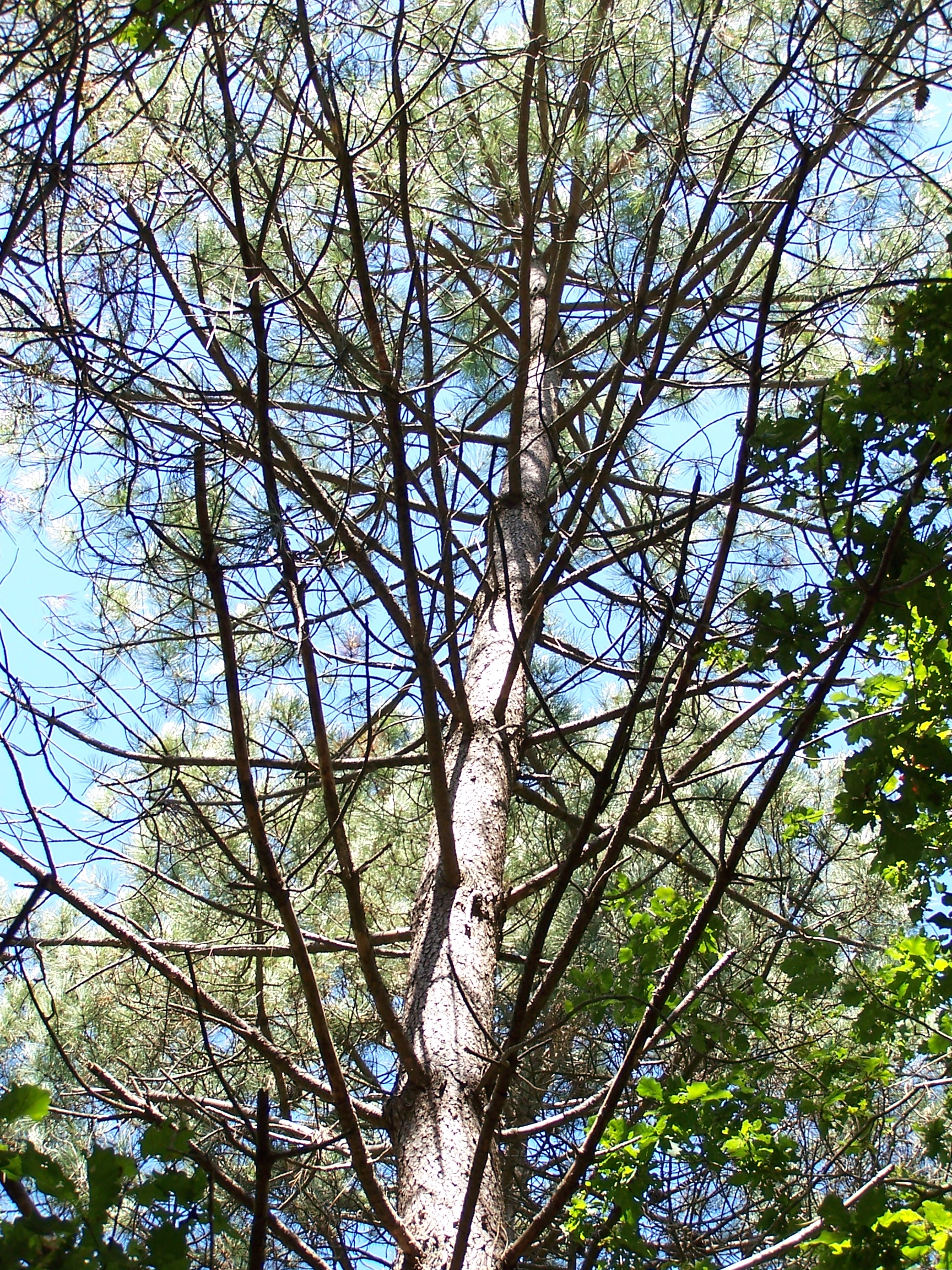
Sękata sosna nadmorska, widoczne gałęzie martwe jak i żywe. Łatwo jest ustalić sękatość w jednym okółku.
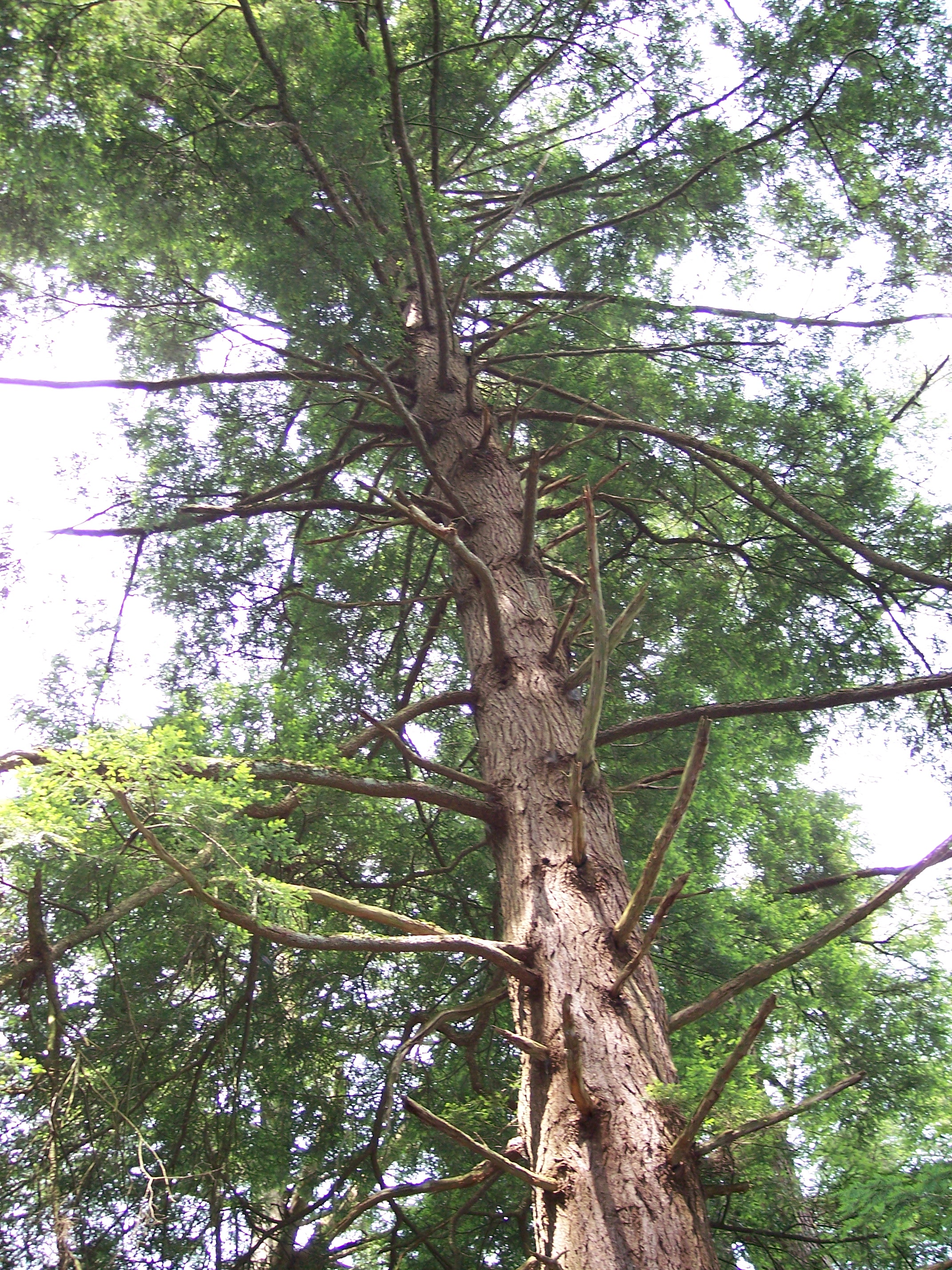
Sękata choina kanadyjska, widoczne gałęzie martwe jak i żywe, występują na różnych wysokościach i różnych okółkach. Sękatość w jednym okółku trudna do ustalenia.